# Кончакова, Антонина Ивановна
Антони́на Ива́новна Кончако́ва (14 февраля 1928, Тула — 28 сентября 2014, Москва) — советская и российская театральная и киноактриса, актриса дубляжа и озвучивания.

## Биография
Родилась в Туле. По окончании средней школы, в 1945 году, поступила на литературный факультет Тульского педагогического института, но проучилась там только два года. В 1947 году стала студенткой актёрского факультета ВГИКа в мастерской Бориса Бабочкина, в 1952 году окончила его и была зачислена в штат киностудии «Мосфильм» и Московский государственный театр киноактера, где состояла до 1990 года.
На сцене театра играла в спектаклях:
- «Раки» С. Михалкова (1953), Реж.: Э. П. Гарин и Х. Локшина (секретарша)
- «Ах, сердце» (1956) В. Полякова, муз. Н. Богословского (Таня)
- «У опасной черты» В. А. Любимовой (Рая),
- «Милый, странный доктор» (премьера — 3 января 1975) А. В. Софронова (Елизавета Петровна)
- «Полынь» М. А. Ворфоломеева (Лиза Ермакова)
- «Да здравствуют дамы!», по пьесе «ОБЭЖ» Б. Нушича (госпожа Арсич)
- «Тень» Е. Л. Шварца (кухарка)
- «Сегодня праздник» А. Буэро Вальехо
- «Бесы» по Ф. М. Достоевскому (1988) (Анна Прохоровна)

С 1952 года Антонина Ивановна работала на дубляже, который, в итоге, стал её основным призванием. Ею озвучены сотни картин, голосом актрисы говорили с экрана многие зарубежные и отечественные звёзды. Например, она озвучила большинство героинь Вии Артмане, в том числе, Джулию Ламберт в фильме «Театр» (1978).
Как актриса Антонина Кончакова снимается с 1952 года, исполняя небольшие характерные и драматические роли. Лучшие среди них: Валя «Поэма о море» (1958), Мэри «Алые паруса» (1961), Глафира «Ход конём» (1962), мать Беликова «Охота на лис» (1980).
Урна с прахом актрисы захоронена в могиле мужа и его родственников на Донском кладбище города Москвы.

## Семья
Отец — Иван Антонович Кончаков (1882—1967)

Мать — Софья Васильевна Кончакова (1886—1973)

Муж (с 1952 года) — Владимир Тимофеевич Горбодей (1917—2006), инженер по образованию

Сын Роман (род. 1953), инженер.

## Фильмография
| Год  |   | Название                                                                   | Роль                                                                   |    |
| ---- | - | -------------------------------------------------------------------------- | ---------------------------------------------------------------------- | -- |
| 2011 | ф | Первый русский                                                             | бабушка Григория                                                       |    |
| 2010 | ф | Варенье из сакуры                                                          | бабушка                                                                |    |
| 2007 | с | Кулагин и партнёры                                                         | Мария Ситникова (серия «Бес в ребро»)                                  | ру |
| 2007 | ф | Срочно в номер (Фильм №11 - Как стать моделью)                             | старушка                                                               |    |
| 2007 | ф | Реальный папа                                                              | соседка (нет в титрах)                                                 |    |
| 2006 | ф | Погоня за ангелом                                                          | соседка Перовских (в титрах А.Кончукова)                               |    |
| 2006 | ф | Карамболь                                                                  | баба Дуся, соседка Зыбиных                                             |    |
| 2006 | ф | Испанский вояж Степаныча                                                   | эпизод                                                                 |    |
| 2005 | ф | Частный детектив: Без царя в голове (1-серия), Поцелуй розы (3-серия)      | Варвара Петровна                                                       |    |
| 2005 | ф | Бриллианты для Джульетты                                                   | эпизод                                                                 |    |
| 2004 | ф | Чудеса в Решетове                                                          | тетка с молоком                                                        |    |
| 2004 | ф | Француз                                                                    | Сима, подруга матери Карпенко                                          |    |
| 2004 | ф | Стилет-2                                                                   | эпизод                                                                 |    |
| 2004 | ф | Самара-городок                                                             | эпизод                                                                 |    |
| 2004 | ф | О любви в любую погоду                                                     | бабка                                                                  |    |
| 2004 | ф | Московская сага                                                            | эпизод                                                                 |    |
| 2004 | ф | Женщины в игре без правил (Беларусь, Россия)                               | Уварова                                                                |    |
| 2004 | с | Дальнобойщики 2                                                            | эпизод                                                                 | ру |
| 2003 | ф | С любовью, Лиля                                                            | Имя персонажа не указано                                               |    |
| 2003 | ф | Пятый ангел                                                                | эпизод                                                                 |    |
| 2003 | ф | Прощальное эхо                                                             | пациентка (нет в титрах)                                               |    |
| 2003 | ф | Остров без любви / Часы (фильм 2)                                          | старушка                                                               |    |
| 2003 | ф | Лучший город Земли                                                         | эпизод                                                                 |    |
| 2003 | ф | Каменская-3 / фильм 1: Иллюзия греха                                       | консьержка                                                             |    |
| 2003 | ф | Евлампия Романова. Следствие ведет дилетант(Фильм №3: Сволочь ненаглядная) | эпизод                                                                 |    |
| 2003 | ф | Другая женщина, другой мужчина…                                            | жена больного                                                          |    |
| 2003 | ф | Ангел на дорогах                                                           | эпизод                                                                 |    |
| 2002 | ф | Мужская работа 2                                                           | эпизод                                                                 |    |
| 2002 | ф | Марш Турецкого-3 / Конец фильма (фильм 2)                                  | соседка Гагашина                                                       |    |
| 2002 | ф | Ледниковый период                                                          | соседка Дато                                                           |    |
| 2001 | ф | Семейные тайны                                                             | эпизод                                                                 |    |
| 2001 | ф | Медики                                                                     | больная в холле (1-я серия)                                            |    |
| 2000 | ф | Марш Турецкого (1 сезон, фильм 2: Убить ворона)                            | бабушка с мальчиком (нет в титрах)                                     |    |
| 2000 | ф | Любовь.ru                                                                  | эпизод                                                                 |    |
| 1999 | ф | Д.Д.Д. Досье детектива Дубровского (9-я серия: Цена головы)                | эпизод                                                                 |    |
| 1997 | ф | Вор                                                                        | беженка                                                                |    |
| 1992 | ф | Доброй ночи!                                                               | эпизод                                                                 |    |
| 1992 | ф | Гонгофер                                                                   | эпизод                                                                 |    |
| 1991 | ф | Затерянный в Сибири / Lost In Siberia                                      | пассажирка (нет в титрах)                                              |    |
| 1988 | ф | Слуга                                                                      | родственница Михаила                                                   |    |
| 1988 | ф | Воскресенье, половина седьмого                                             | соседка Сони                                                           |    |
| 1986 | ф | Обида                                                                      | колхозница                                                             |    |
| 1986 | ф | В распутицу                                                                | эпизод                                                                 |    |
| 1985 | ф | Набат на рассвете                                                          | мать Яши (нет в титрах)                                                |    |
| 1985 | ф | Дайте нам мужчин!                                                          | учительница                                                            |    |
| 1985 | ф | Вишнёвый омут                                                              | сноха                                                                  |    |
| 1985 | ф | Битва за Москву                                                            | эпизод (нет в титрах)                                                  |    |
| 1984 | ф | Время желаний                                                              | Лариса Николаевна, давняя знакомая Лобанова                            |    |
| 1983 | ф | Экипаж машины боевой                                                       | медсестра                                                              |    |
| 1983 | ф | Витя Глушаков — друг апачей                                                | тётка в очереди («Такой и дерётся, наверное, не посмотрит, что дети!») |    |
| 1983 | ф | Без особого риска                                                          | учительница сына Грановского (нет в титрах)                            |    |
| 1980 | ф | Ожидание                                                                   | бабка Мария                                                            |    |
| 1980 | ф | Охота на лис                                                               | мать Беликова (в титрах - М.Кончакова)                                 |    |
| 1978 | ф | Вечный зов (7 серия — «На своей земле»)                                    | Валентина Петровна                                                     |    |
| 1976 | ф | Слово для защиты                                                           | милиционер                                                             |    |
| 1976 | ф | Опровержение                                                               | Анна Ивановна Огнева                                                   |    |
| 1976 | ф | Дни хирурга Мишкина                                                        | жена Васи                                                              |    |
| 1966 | ф | Дядюшкин сон                                                               | дама                                                                   |    |
| 1965 | ф | Год, как жизнь                                                             | гостья (нет в титрах)                                                  |    |
| 1964 | ф | Метель                                                                     | дама на балу (нет в титрах)                                            |    |
| 1962 | ф | Ход конём                                                                  | Глафира, жена Померанцева                                              |    |
| 1961 | ф | Взрослые дети                                                              | педиатр (нет в титрах)                                                 |    |
| 1961 | ф | Алые паруса                                                                | Мери, мать Ассоль                                                      |    |
| 1958 | ф | Поэма о море                                                               | Валя                                                                   |    |
| 1958 | ф | Повесть наших дней                                                         | Наташа                                                                 |    |
| 1956 | ф | Крутые Горки                                                               | Катя                                                                   |    |

## Дубляж
| Год  |   | Название                                       | Роль                                      |
| ---- | - | ---------------------------------------------- | ----------------------------------------- |
| 1980 | ф | За спичками (СССР, Финляндия)                  | Анна-Лиза Ихалайнен (роль Риты Полстер)   |
| 1979 | ф | Место встречи изменить нельзя                  | Галина Желтовская (роль Юноны Каревой)    |
| 1979 | ф | Инспектор Гулл                                 | Сибил Берлинг (роль Эльзы Радзини)        |
| 1978 | ф | Театр                                          | Джулия Ламберт (роль Вии Артмане)         |
| 1973 | ф | По собственному желанию                        | Полина Рязанова (роль Ирины Печерниковой) |
| 1972 | ф | Похищение Луны                                 | Каролина (роль Ариадны Шенгелая)          |
| 1971 | ф | Оцеола                                         | Рэя (роль Пепы Николовой)                 |
| 1970 | ф | Легенда тюрьмы Павиак                          | Гульниссо (роль Дильбар Умаровой)         |
| 1969 | ф | Загнанных лошадей пристреливают, не правда ли? | Глория (роль Джейн Фонды)                 |
| 1968 | ф | Смешная девчонка                               | Эмма (роль Митти Лоуренс)                 |
| 1968 | ф | Золото Маккенны                                | Инга Бергеман (роль Камиллы Спарв)        |
| 1968 | ф | Времена землемеров                             | Лиена (роль Вии Артмане)                  |
| 1966 | ф | Эдгар и Кристина                               | Кристина (роль Вии Артмане)               |
| 1964 | ф | Виннету - сын Инчу-Чуна (II). Трубка мира      | Рибанна (роль Карин Дор)                  |
| 1963 | ф | Белый караван                                  | Мария (роль Ариадны Шенгелая)             |
| 1962 | ф | Королева Шантеклера                            | Мата Хари (роль Греты Чи)                 |
| 1961 | ф | Три мушкетёра. Подвески королевы               | Миледи (роль Милен Демонжо)               |
| 1961 | ф | Три мушкетера. Месть миледи                    | Миледи (роль Милен Демонжо)               |
| 1958 | ф | Седьмое путешествие Синдбада                   | принцесса Париза (роль Кэтрин Грант)      |

## Озвучивание мультфильмов
- 1974 — Волшебник Изумрудного города (Фильм 1: Элли в Волшебной стране) — мама Элли